# Буря в стакане: Гонки на маршрутках
«Буря в стакане: Гонки на маршрутках» — компьютерная игра в жанре аркадных гонок, разработанная самарской компанией SkyRiver Studios в 2009 году и выпущенная фирмой 1С. Действие игры происходит в трёхмерном окружении, от первого или третьего лица. Представлена на выставке КРИ 2009.
Игра создана в жанре футуристического гоночного симулятора. Сюжет написал Ст. о./у. Гоблин основываясь на пародийном переводе фильма «Звёздные войны: Буря в стакане».

## Игровой процесс
Игра представляет собой кольцевые гонки со стрельбой на высоких скоростях. Задача игрока — прийти первым или хотя бы войти в тройку лидеров, набрав достаточное количество очков. Очки зачисляются за уничтожение вражеских «маршруток», собирание бонусов, преодоление звукового барьера и пр. При уничтожении маршрутки она восстанавливается игрой, но это приводит к потери времени для участника. По духу процесс ближе всего к Wipeout.
Сами маршрутки представляют собой летающие на малой высоте устройства, скомпонованные из пары двигателей и тележки, висящих над землёй по принципу антигравитации (как в фильме и игре, которые послужили основой для вселенной «Бури в стакане»). Сопряжение двигателей с тележкой выполнено гибкой сцепкой, что приводит иногда к интересным эффектам при столкновениях. При разрыве связи начинается неконтролируемое движение маршрутки, заканчивающееся взрывом.
Основным параметром, определяющим состояние маршрутки, является температура двигателя. Она растёт при использовании форсажа, трении о стены, столкновениях с препятствиями и попаданиях вражеских снарядов. Игрок может снизить температуру, проезжая по специальным охлаждающим дорожкам или подбирая охлаждающие бонусы. Те же принципы распространяются на противников.
Оружие имеет ограниченный боезапас и представлено бонусами, разбросанными на трассе. Наведение на цель пилот производит сам, от игрока же требуется вовремя нажать на спуск. Маршрутка снабжена датчиком, сигнализирующим игроку о наведении на него ракеты противника.

## Разработка
- 28 ноября 2008 — анонс на сайте oper.ru[1].
- 14 февраля 2009 — анонс на сайте разработчика и 1С[2].
- 15—17 мая 2009 — игра представлена на КРИ 2009.
- 16 октября 2009 — игра отправлена в печать.
- 03 ноября 2009 — игра поступила в продажу[3].

## Критика
| Сводный рейтинг       | Сводный рейтинг |
| Агрегатор             | Оценка          |
| --------------------- | --------------- |
| «Критиканство»        | 56/100          |
| Русскоязычные издания |                 |
| Издание               | Оценка          |
| Absolute Games        | 55/100.         |
| «Игромания»           | 7,0 / 10        |

Игра в целом получила средние оценки. «Критиканство» поставила игре 56 баллов из 100 на основе 2 рецензий. REDGUARD с сайта AG.ru поставил игре 55 из 100. В рецензии отмечались повторяющийся однообразный геймплей гонок, отсутствие свободного мира с самостоятельным перемещением с планеты на планету и устаревший движок игры.